# مقبرة سارنبوت الثاني
مقبرة سارنبوت الثاني،  يعد سارنبوت الثاني حاكم إقليم إلفنتين من عصر الدولة الوسطى في عهد الملك أمنمحات الثاني (نوب كاو رع) بمعنى ذهبية قرائن رع حيث وجد إسمه على جدران المقبرة.

## تخطيط المقبرة

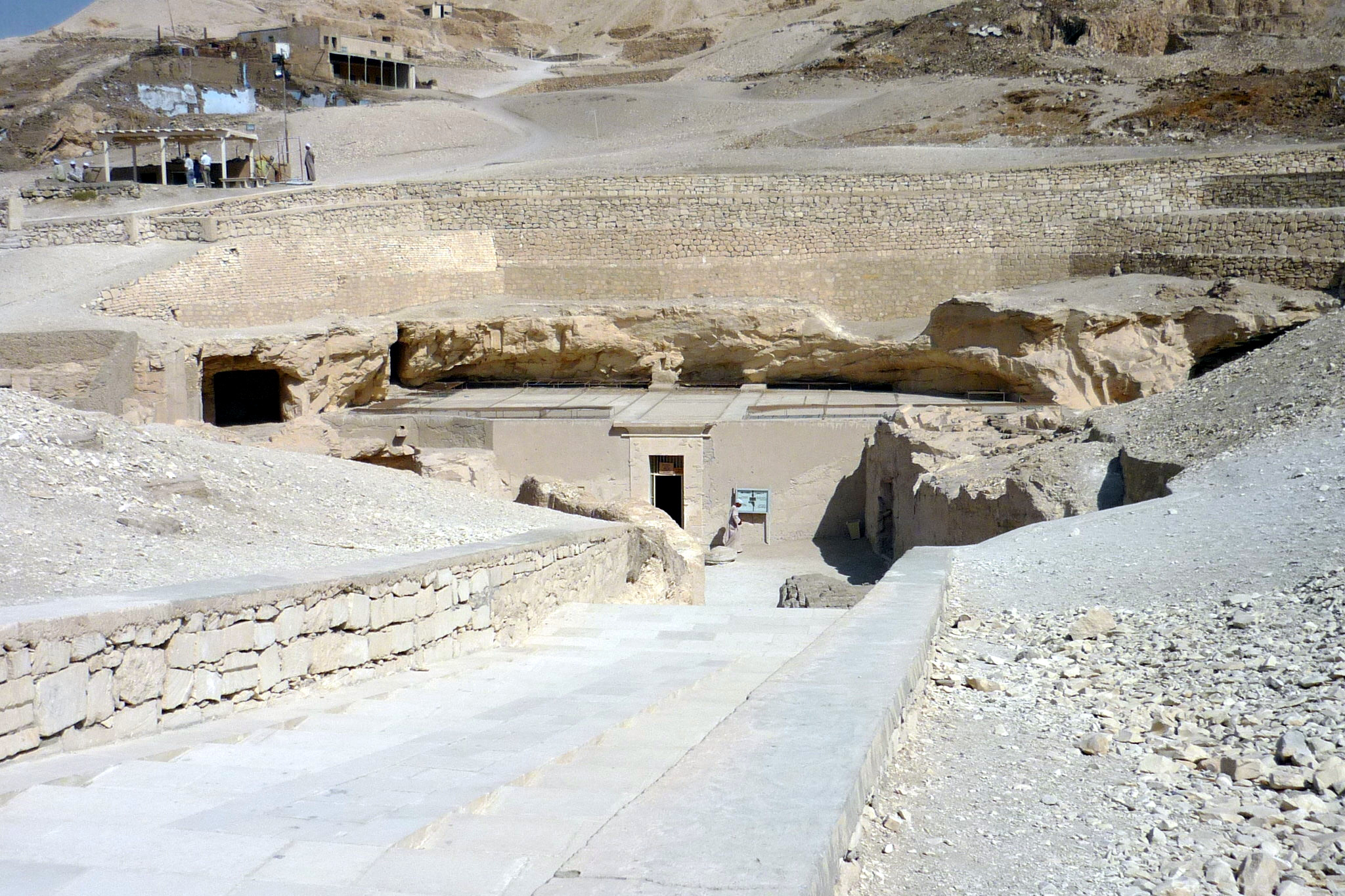
مقابر النبلاء في الأقصر.

تعتبر هذه المقبرة تحفة معمارية متميزة بالنسبة لعصرها مقارنة بباقي مقابر جبانة أسوان في المنطقة المعروفة بقبة الهواء. في مدخل المقبرة ستة اعمدة طويلة تصل لاعلي المقبرة مزخرفة بالوان ورسومات فرعونية كما يوجد في بداية المقبرة مائدة قرابين جرانيتية جميلة نقش عليها صيغة تقديم القرابين وأسماء سارنبوت الثاني. ومنها الي ممر يودي بنا الي المقبرة علي جانبي الممر يوجد تماثيل صخرية لسارنبوت الثاني احدهم ملون والباقي والبقية مغطي بطبقة بطبقة تشبة المادة المستخدمة في التحنيط.
وتبدء غرفة المقبرة علي اعمدة تملاءها الزخارف والرسومات المتميزة والجاذبة للنظر مصور عليها سارنبوت الثاني واقفا ممسكا بالعصا والصولجان وفوقه نص هيروغليفي يمثل ألقابه ومنها ( كبير كهنة المعبود خنوم في إلفنتين -الأمير الوراثي – السمير الأوحد – حامل الختم الملكي – قائد حامية الحدود في الأراضي الجنوبية – مستشار مصر السفلى).
كما يوجد غرفة تملائها بعض كسرات الفخار والتي ربما استخدمت كمخزن للقرابين تستخدم الآن كمخزن لتجميع بقايا الهياكل العظمية المكتشفة. ويزين حوائط المقبرة من الداخل رسومات لسارنبون الثاني مع أفراد أسرته حيث نرى سارنبوت يجلس أمام مائدة القرابين وأمامه إبنه عنخو يقدم له زهرة اللوتس (رمز المعبود رع) كقربان يحيط كل منها إطار زخرفي جميل، أما سقف النيشة علية سطر هيروغليفي مسجل بألقاب سارنبون الثاني. وما ان انتهينا من مقبرة سارنبوت حتي نخرج لنجد النيل بمظهره الخلاب يحتضتن مقابر النبلاء والتراث الكبير الذي تحتوية هذه المقابر التاريخية.